# Сава Славчев
Сава Иванов Славчев е български преводач от италиански език.

## Биография
Завършва Софийския университет „Св. Климент Охридски“ и специализира в държавния университет в Милано.
Превеждал е поезия и белетристика. Носител е на специалната награда за поезия на Алберона, Италия, присъдена на петото издание на конкурса през 2010 г. Сред преводите му са текстове на Николо Макиавели, Леонардо да Винчи, Джордано Бруно и Нучо Ордине.

### Есета
- „Носталгични пътеки“. София: Изток-Запад, 2017, 144 с. ISBN 978-619-01-0083-6

### Речници и разговорници
- Сава Славчев, Българско-италиански разговорник. Gaberoff, 2000, 2008 стр. ISBN 954-9607-31-3
- Сава Славчев, Неда Бояджиева, Италианско-български речник / Българско-италиански речник. Gaberoff, 2005, 768 стр. ISBN 978-954-9607-44-4

### Преводи
- Николо Макиавели, „Владетелят“. София: Изток-Запад, 2014, 298 с. ISBN 978-619-152-524-9
- Леонардо да Винчи, „Фрагменти“. София: Изток-Запад, 2015, 112 с.
- Нучо Ордине, „Ползата от безполезното“. София: Изток-Запад, 2015, 224 с. ISBN 978-619-152-701-4
- Нучо Ордине, „Цял живот с класиците“. София: Изток-Запад, 2017, 256 с. ISBN 978-619-01-0131-4
- Джордано Бруно, „Свещник“. София: Изток-Запад, 2019, 382 с. ISBN 978-619-01-0376-9
- Итало Калвино, „Трудни любови“. София: Колибри, 2023, 304 с. ISBN 978-619-02-1004-7